# Sidsel Kjøller Damkjær
Sidsel Kjøller Damkjær (født Sidsel Ørhede Kjøller 15. december 1976) er en dansk modedesigner, Danmarksmester, debatør og iværksætter.
I 2000 vandt hun guldmedalje som Danmarksmester i Danmarksmesterskabet i kjoleskrædderi.
Fra 1996-2000 blev hun uddannet kjoleskrædder. Fra 2000-2005 blev hun uddannet med en bachelor i tekstildesign og en master som modedesigner fra Danmarks Designskole.
Sidsel Kjøller Damkjær blev lige efter sin afgang nomineret til Den Gyldne Pelsnål og årets designpris i 2007 og vandt i 2002 konkurrencen om det danske politis uniformer  som sidenhen er blevet udstillet på museer rundt om i verden. Sidsel har som modedesigner vundet mange priser og blev i 2003 topnomineret i verdens største design pris Index Design Award.
Sidsel Kjøller Damkjær har i sin periode som beklædningsdesigner arbejdet selvstændigt for modehuse som Kopenhagen Fur og hos Baum und Pferdgarten, Bruuns Bazaar og blev i 2009 kreativ ansvarlig for sportsbrandet Everlast i Europa.
I 2010 drejede Sidsel Kjøller Damkjær sit design fokus på innovation og design thinking i læring, uddannelse og organisation med etableringen af design konsulenthuset Re-Frame i København og i San Francisco. Blandt andet har Sidsel og Re-Frame udviklet designuddannelser for kommuner og undervisere sammen med organisationen Index Design to Improve Life. I samme periode blev Sidsel uddannet i proces og systemtænkning fra UCC og gennemførte en executive education uddannelse i organisations psykologi gennem Stanford University. I 2010 udviklede Sidsel et årligt gennemgående curriculum til Det Kongelige Danske Akademi for Design, Arkitektur og Konservering og har lige siden været ekstern underviser.
I 2011 etablerede Sidsel sammen med sin Mand, Mads Kjøller Damkjær et investeringsfirma der investerer i bæredygtige designdrevne ideer og virksomheder, Tomorrow Projects.
I 2016 grundlagde Sidsel som Direktør, Nordic Food Tech Company og lancerede det første brand Nød Snacks i 2017. I 2018 rejste Nød Snacks crowdfunding i sin første runde som et af de hurtigste crowdfundings i Danmark.
Sidsel Kjøller Damkjær er anerkendt for at sin udbredelse af design i en bredere kontekst og for at debattere om det til foredrag og i publikationer. Sidsel er efterfølgende blevet rost som del af en generation af designere som sætter fokus på design og bæredygtighed på tværs af brancher.